# Oranje

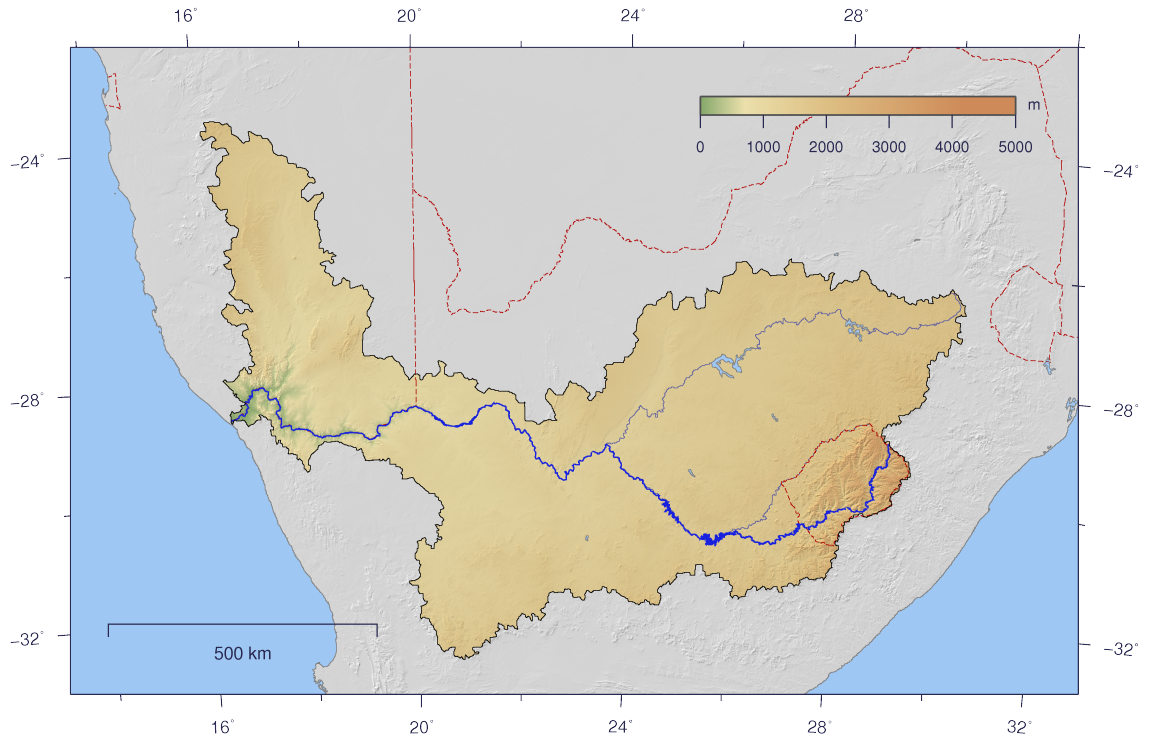
Az Oranje folyó vízgyűjtője

Az Oranje folyó Afrika déli részén, Lesotho, a Dél-afrikai Köztársaság és Namíbia területén.

## Leírása
Lesothóban ered a Drakensberge hegységben (a. m. Sárkányhegy), majd nyugatnak fordul, végigfolyik a Dél-afrikai Köztársaságon, majd az alsó szakaszán határfolyó Dél-Afrika és Namíbia között. Oranjemundnál torkollik az Atlanti-óceánba, tölcsértorkolattal. Teljes hossza 2100 km. Vízgyűjtő területe 855 000 km².
Hajózásra a nagy szintingadozás, homokzátonyok, kanyarok valamint a zuhogók és vízesések miatt teljes hosszán alkalmatlan.

## Nevének eredete
Csak 1760-ban fedezték fel az európaiak.
Nevét a holland uralkodóházról, az Orániaiakról kapta. Jelentése narancssárga, a holland királyi család hivatalos színe.

## Jelentősebb mellékfolyói
- Caledon, Vaal és a Great Fish (időszakosan kiszárad).

## Fontosabb városok a folyó mentén
- Aliwal North, Bethulie, Upington, Alexander Bay és Oranjemund.